# BYD・K9

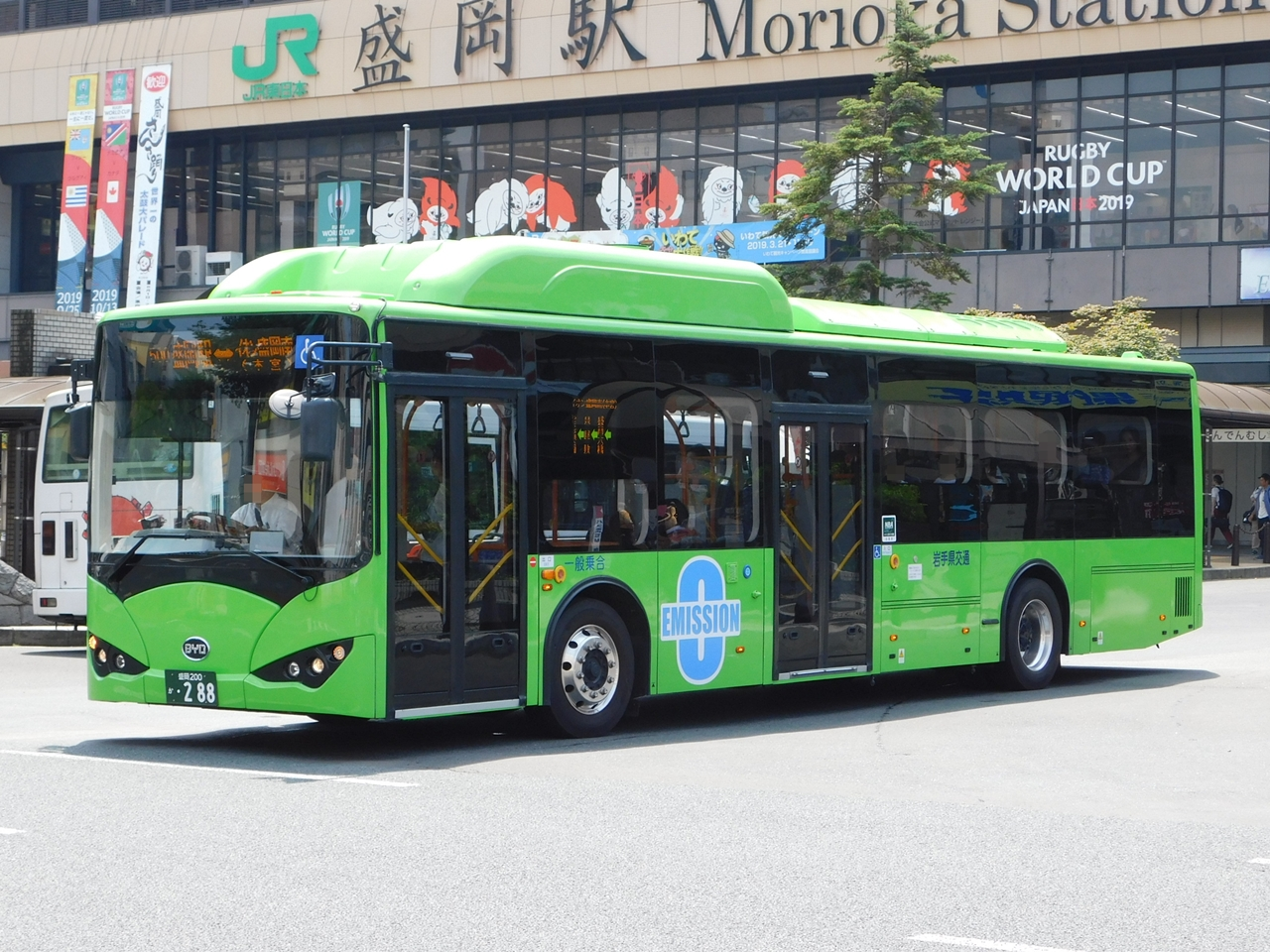
岩手県内で運行されるBYD K9

K9（ケーナイン）は、比亜迪汽車（BYD）が製造する大型電気バスである。

## 概要
2010年より製造が開始され、本社を置く中華人民共和国をはじめ、世界各国で販売されている。生産は中国の他、中国国外（アメリカなど）での現地生産や、他社架装によるものもある。
満充電時の航続距離は250km。従来のバスよりもバッテリー重量の関係で重い。

## 仕様
- 全長 : 12.0m[1]
- 最低床高 : 360mm[2]
- 蓄電池 : リン酸鉄リチウムイオン電池（324kWh、540V、600Ah）[1][2]
- 電動機 : 永久磁石同期電動機（水冷式[注 1]）[1][3]
- 電動機出力 (最大値) : 90kW / 150kW / 180kW[4]
- 総牽引力 (最大値) : 700Nm / 1100Nm / 3000Nm[4]
- 駆動方式 : 後輪駆動（インホイールモーター方式）[4]
- 航続距離 : 250km[5]

派生車種であるK9AとK9Bなどは一部仕様が異なる。

### バッテリー
使用されているバッテリーは、BYDの自社開発によるリン酸鉄リチウムイオン電池で、タイヤハウス上または屋根上に設置されている。BYDはこのバッテリーについて有害物質を発生させず材料をリサイクルできるとしている。また、一部車両では補助電力として太陽電池も搭載されている。

### 走行機器
電動機は水冷式の永久磁石同期電動機で、IGBTインバータにより制御される。後方の左右の車輪にそれぞれ電動機が設置され、電動機の動力は歯車減速機を介して車輪に伝達される。

### 車体
車体は主にアルミニウム合金を採用し、軽量化を図っている。

## 日本国内における運行
日本国内においては、2015年2月に京都市のプリンセスライン（導入当時の社名は「京都急行バス」）が中国から輸入する形で導入。最初に導入した5台はバッテリーを車内のタイヤハウス上に設置し、中扉は日本国内では珍しいアウトスライドドアが採用されていたが、2017年に増備された車両についてはバッテリーが屋根上への設置に変更され、中扉も日本国内で一般的なグライドスライドドアとなり、以降各地で導入された車両もこの仕様が採用されている。
日本仕様は「K9RA」をベースに改造した車両が導入され、道路運送車両法による保安基準の規定に従い、中国本国を含む他国には存在しない非常口を後部右側に設置している。
後軸重が11トンあるため、特殊車両通行許可を要する。2020年12月16日よりK9よりも全長が短い「K8（全長10.5m）」が日本市場向けに投入されたことで、以降はK9を新たに購入する事業者は岩手県交通のみに留まっている。また、K9を導入した事業者が2021年以降に電気バスを追加導入した例として、岩手県交通のようにK8を新たに採用するケースや富士急バスのように他社の車両（EVモーターズ・ジャパン製）を採用するケースなど事業者毎に様々である。なお、日本市場向けのK8とJ6は国土交通省のノンステップバス標準仕様の認定を取得しているが、K9は認定取得には至っていない。

### 運行事業者
※リチウムイオン電池による電気バスの、試験運行でない営業運行。
- プリンセスライン - 京都駅八条口～京都女子大学前の循環一周10kmの路線バスとして国土交通省の補助金を活用して導入された。2015年に5台を導入し、2017年に2台を追加導入。
- 沖縄シップスエージェンシー - 那覇港新港ふ頭に寄港するクルーズ船の船客送迎用として12台を導入。営業運行ではない白ナンバー車[14]。
- 岩手県交通 - Big Greenの愛称で、イオンモール盛岡南線、北高田線、岩手医大線[15][16]で運行。しかし、車両部品の一部に発がん性物質「六価クロム」が使用されていた問題を受けて2023年2月24日より使用中止し[17]、対象部品を交換したうえで翌月より運行を再開した[18]。矢巾営業所に2018、19、24年式が各1台在籍している。
- 富士急バス - 富士五湖エリアで運行。国土交通省の補助金を活用し導入されている[19]。
- 協同バス - 埼玉県にある学校のスクールバスとして2020年11月1日より導入された。営業運行では無い送迎バス[20]。
- ハウステンボス - ホテルの送迎用バスとして2020年12月7日に5台が導入された。送迎用バスの為、白ナンバー[21]。

## ギャラリー

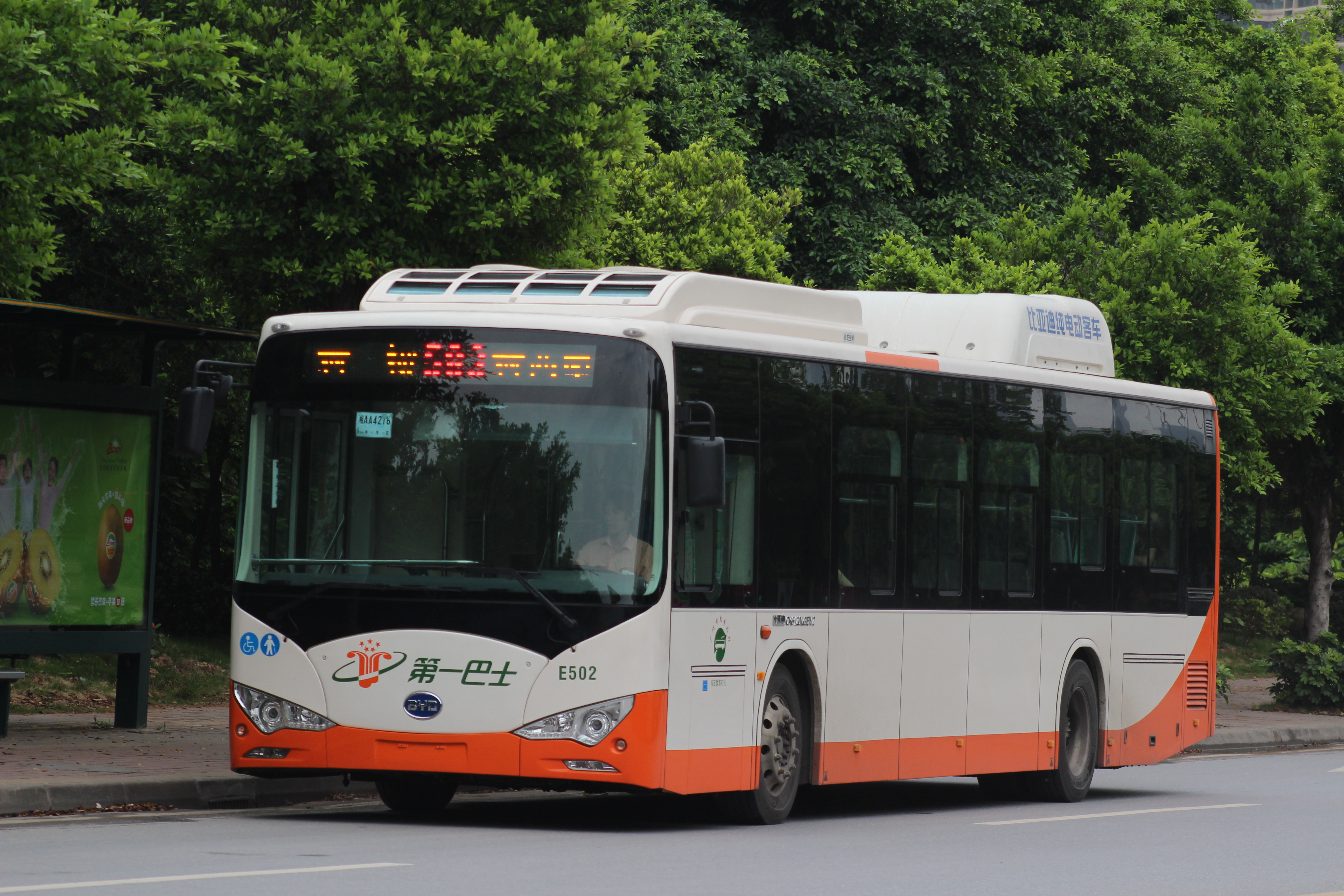
広州市内
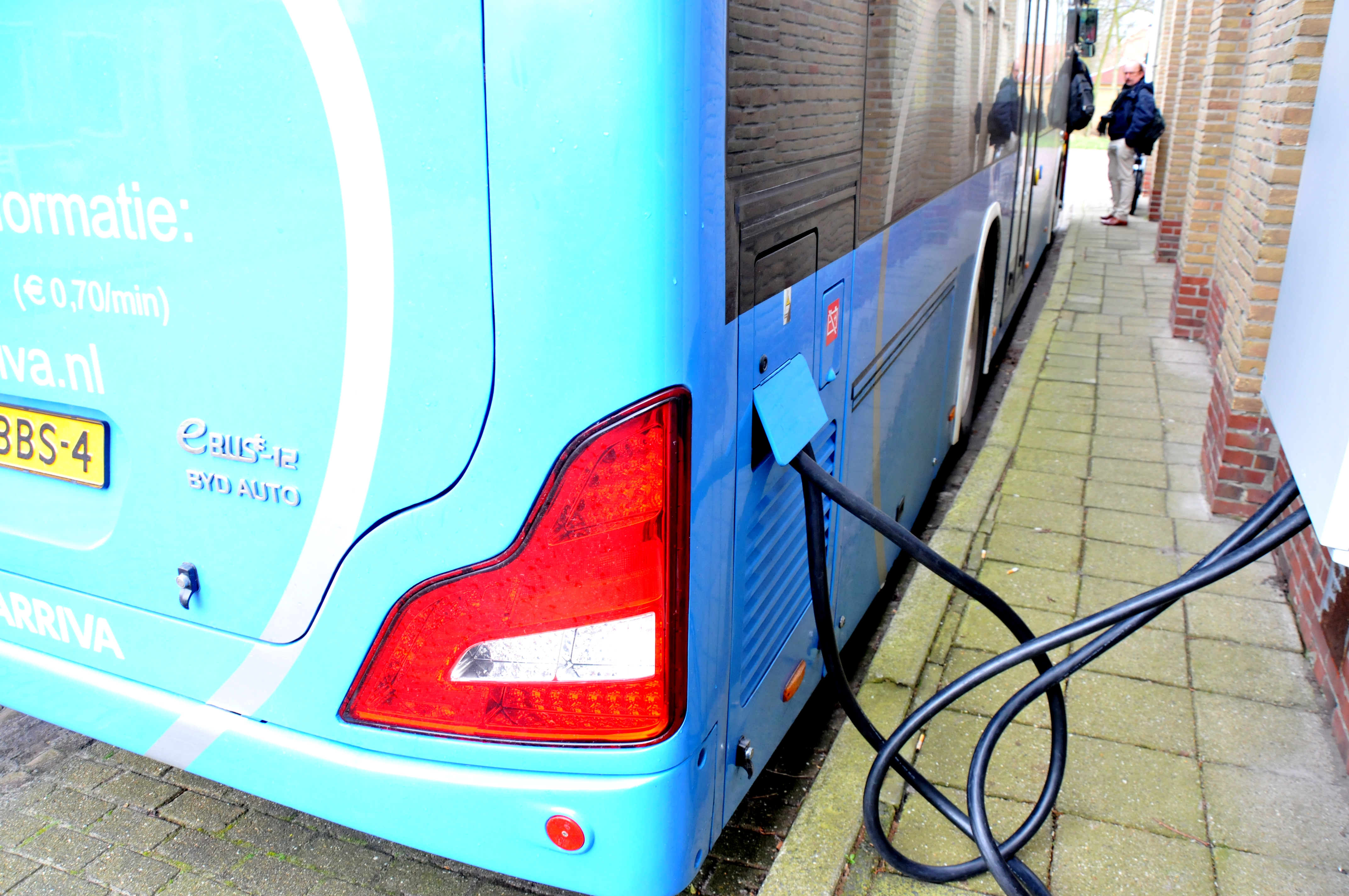
充電中のBYD K9
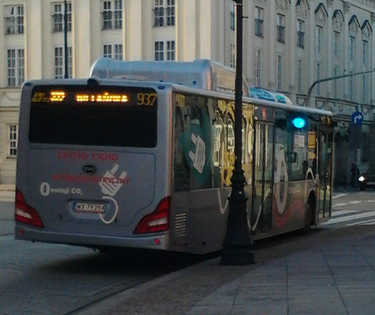
ワルシャワ市内
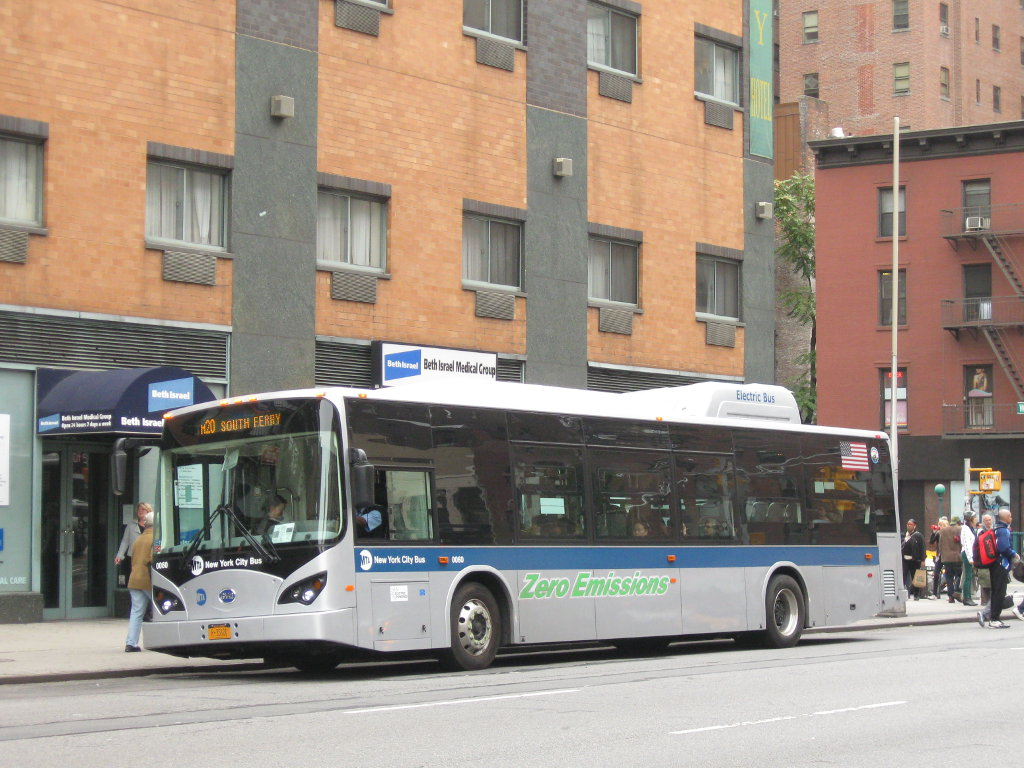
ニューヨーク市内
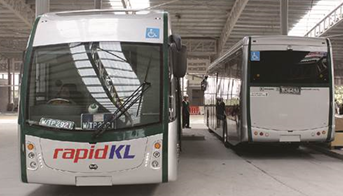
マレーシア・ラピドKLBRTサンウェイ線(Gemilang Coachworks架装)
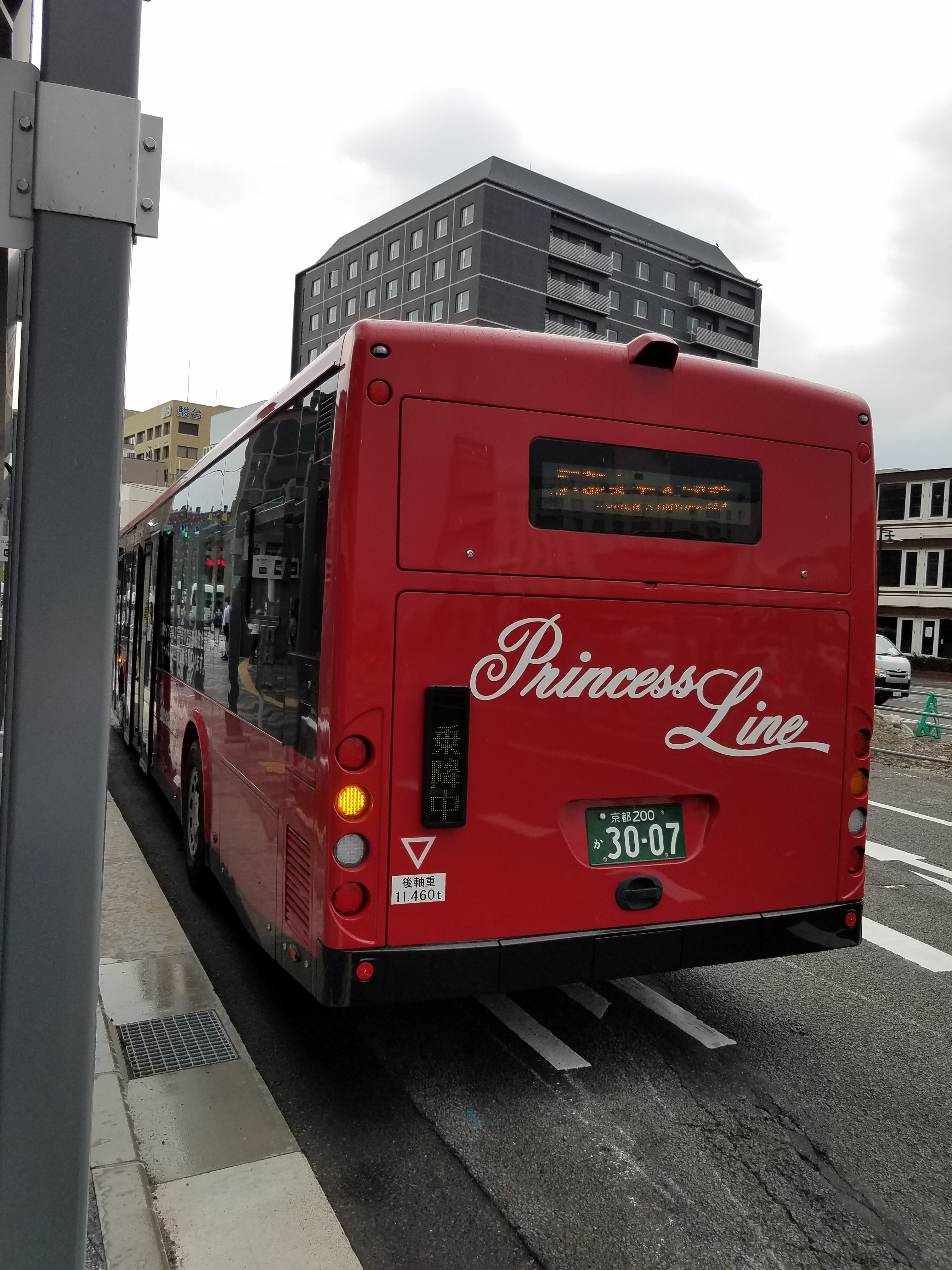
日本仕様の車体後部。後輪軸重が11.46トンと大きいため、緩和標章の逆三角形マークが入っている。
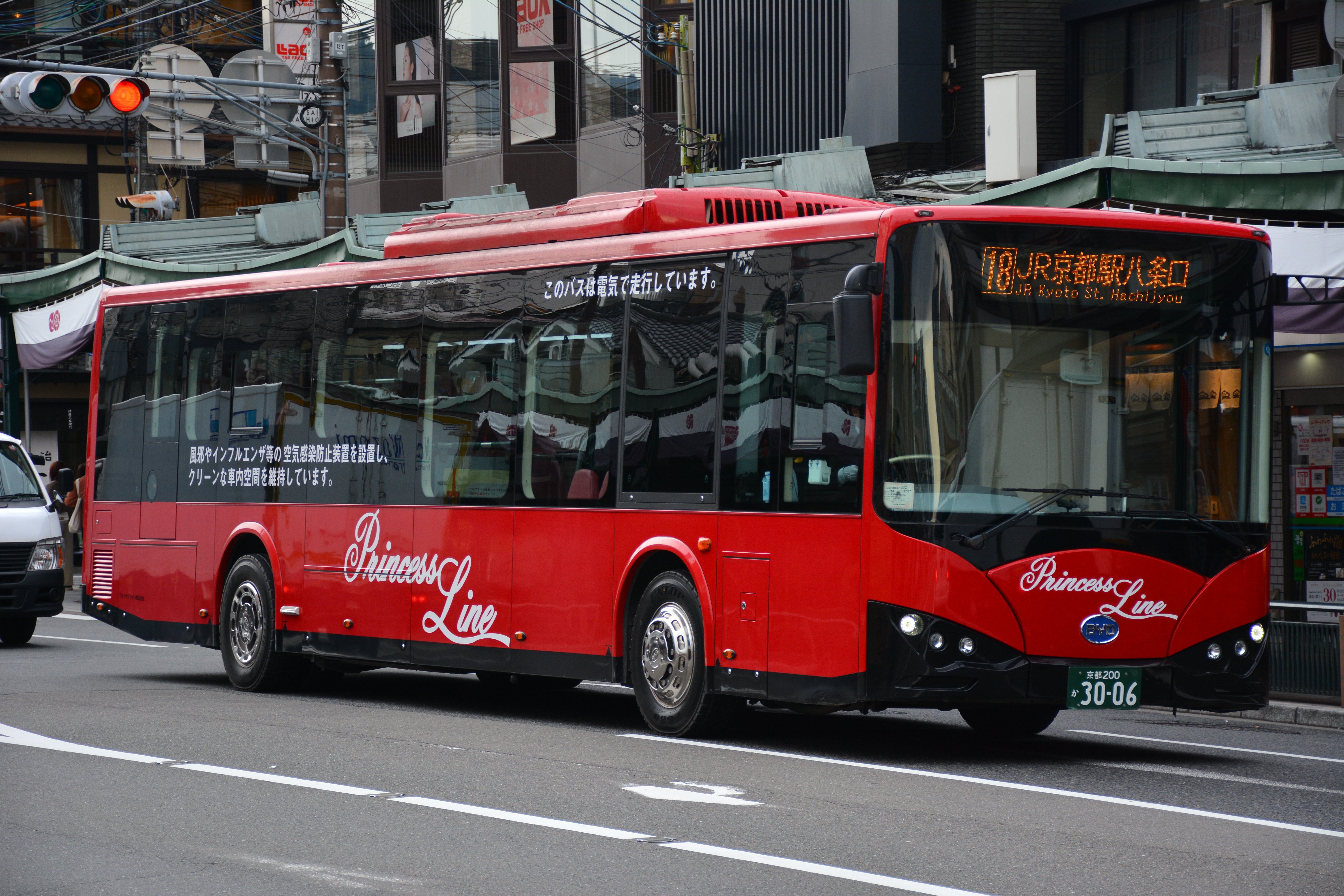
プリンセスラインの路線バス。バッテリーはタイヤハウス上に設置。
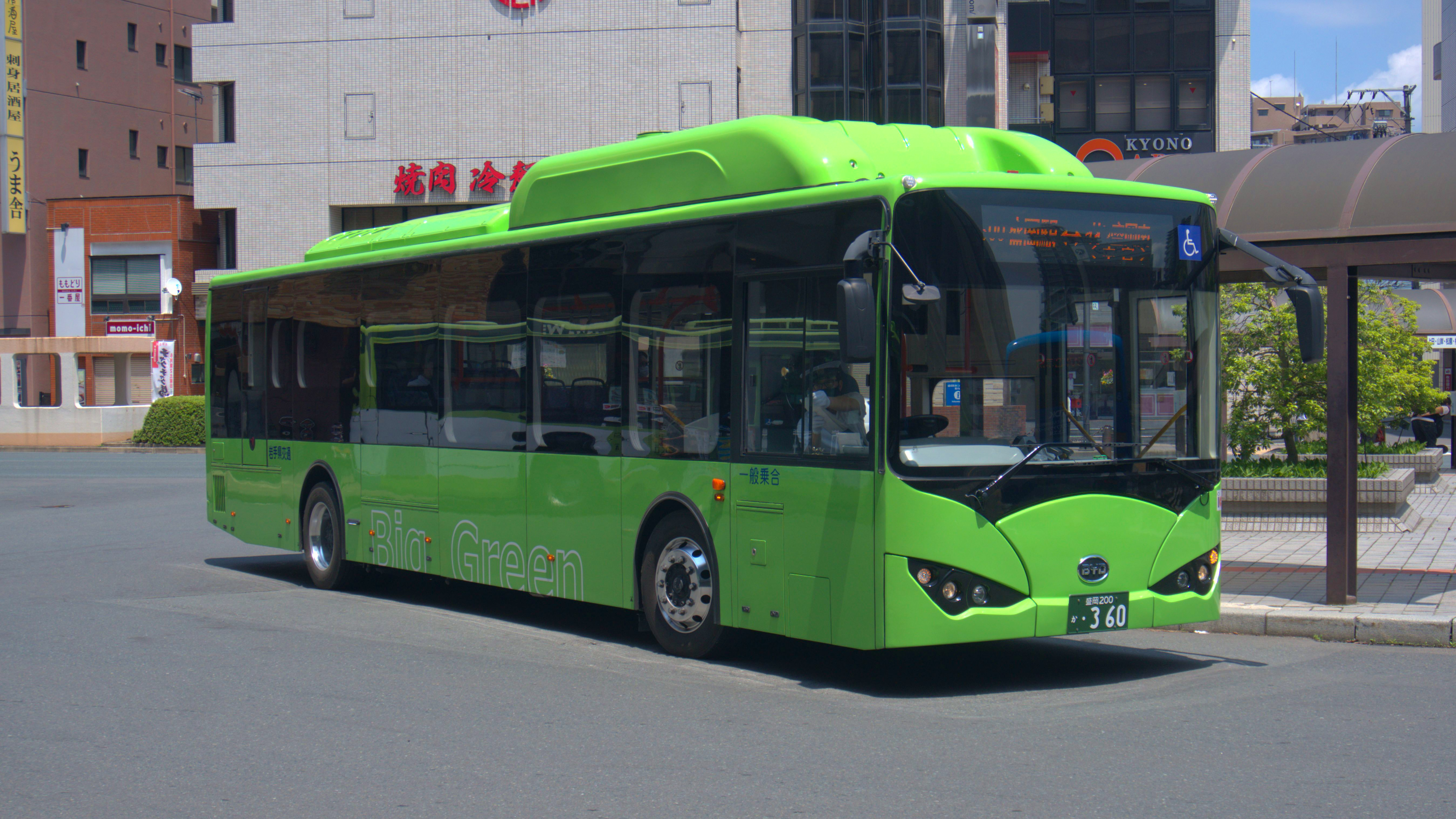
岩手県交通の路線バス。バッテリーは屋根上に設置。